# Івано-Франківський академічний обласний театр ляльок імені Марійки Підгірянки
Іва́но-Франкі́вський академі́чний обласни́й теа́тр ляльо́к і́мені Марі́йки Підгіря́нки — створений у 1945 році. Названий на честь української дитячої поетеси Марійки Підгірянки. Перший режисер — Тетяна Нікітіна.

## Історія
Дата народження театру — 6 березня 1945 року. В обласній газеті було надруковано оголошення: «Станіславське обласне відділення у справах мистецтв, Станіславська обласна філармонія оголошують набір в обласний ляльковий театр акторів-чоловіків та жінок-акторок. Адреса контори філармонії: вул. Червоноармійська, 1. Прийняті на роботу забезпечуються квартирами, столовою».
Наприкінці квітня відбулась перша прем'єра вистави за п‘єсою Н. Гернет «Гусеня» у приміщенні тодішнього музично-драматичного театру ім. І. Франка.
Театр очолила режисер Т. Нікітіна. Разом з нею театр зводили на ноги художник О. Дикий, актори К. Коцинська, Т. Платхіна, Л. Дмитрієва, Д. Дубей, М. Глибчук, В. Антонов, О. Олійников, М. Басалига.
Олександр Дикий працював у театрі з часу заснування і до 1967 року. Він отримав професійну освіту в Краківській академії мистецтв. Виконав художнє оформлення та ляльки до вистав «Гусеня» за п'єсою Н. Гернет (1945), «Маєчка-хазяєчка» Д. Суптеля (1947), «Біда від ніжного серця» (вистава для дорослих) І. Сологуба (1957), «Казки Дідуся Панаса» К. Коцинської, К.Черняка (1959) та багато інших. Зроблені ним ляльки (декілька з них збереглися і знаходяться у музеї театру) мали значний вплив на мистецький рівень наступних поколінь театральних художників С. Клємента, М. Боярського, Л. Рубановську, В. Маяцького, В. Свєчнікова, В. Бойчука, М. Данька.
Початок діяльності був нелегким: бракувало досвіду, актори лише починали опановувати складну майстерність водіння ляльок, примітивними були конструкції ляльок. Свого приміщення театр не мав. Спочатку працювали в Палаці піонерів (сьогодні Центр дитячої творчості на Січових Стрільців, 37), а з 1949 до 1954 року — у теперішньому Народному домі. Вистави показували у дні, коли була вільна сцена, в основному ж працювали на виїздах в районах та селах області.
У 1954 — 1956 роках театр мав одну кімнату в будинку, де тепер Народний дім «Просвіта».
З 1954-го до 1971-го директором театру був Ю. Панфілов. Тоді театр став показувати більше вистав безпосередньо у школах, дитячих садках, побував на гастролях майже в усіх областях України, відвідав Білорусь, Молдову.
У 1956 — 1957 рр., театр працював у Народному домі «Княгинин».
З 1971 р. на посаді директора театру — Зіновій Ілліч Борецький. У 70-х роках театр знаходився в одноповерховій хатинці без сцени, де була одна кімнатка для репетицій і кілька майстерень на теперішній вул. С. Бандери.
24 квітня 1981 р. відбулося урочисте відкриття стаціонарного приміщення театру по вул. Незалежності, 10-а.
На хвилі державного суверенітету 27 лютого 1991 року Постановою Ради Міністрів Української РСР № 47 театру присвоєно ім'я Марійки Підгірянки (до цього театр був імені Павлика Морозова). Та через 2 роки колективу довелось розпрощатися з чудовим приміщенням, де були більш-менш належні умови для роботи: сцена, майстерні, фоє та кімната природи для зустрічі маленьких глядачів, — будівля завалилася. У результаті театр опинився у ролі «приймака» Народного дому № 1.
Негаразди не завадили зберегти творчий рівень театру, який відзначають театральні критики і громадськість. У квітні 2001 р. за заслуги в естетичному вихованні підростаючого покоління, багаторічну сумлінну працю директору обласного театру ляльок 3. Борецькому присвоєно почесне звання заслуженого працівника культури України.
Після відселення з Народного дому № 1 в розпал репетицій до Різдвяних свят ляльковики знову під чужим дахом — завдяки отцеві-митрату Миколі Сімкайлу, який надав приміщення Катехитичного центру для показу вистав. 1999 року вони поселилися у колишньому приміщенні міської прокуратури. Після проведення довготривалого капітального ремонту і реконструкції зали та виробничих приміщень 1 червня 2005 відбулося урочисте відкриття театру, приурочене 60-річчю від дня заснування.

## Історія колективу

### Режисери
Чимало зусиль для розвитку театру доклала Корнелія Коцинська, що працювала акторкою з часу заснування театру, а з 1948 року до 1975 очолювала трупу. Першими її режисерськими роботами були вистави І. Карнаукової, Л. Браусевича «Дзвони-лебеді», «Снігурчина школа», «Два подарунки», Г. Габбе за мотивами казок Шарля Перро «Попелюшка», «Том і Джон».

25 грудня 1969 року Указом Президії Верховної Ради УРСР Корнелії Коцинській присвоєно звання «Заслужена артистка УРСР».

У 60-х роках театр здійснив ряд постановок для дітей: М. Андреєєва «Чуче», В. Лівишця «Слон і Зоя», «Сонячна квітка», «Котик — воркотик», «Чарівні гарбузи» та інші. А для дорослих одним із перших театрів ляльок в Україні — вистави М. Гоголя «Майська ніч» та «Сорочинський ярмарок», І. Штока «Чортів млин». Це були останні вистави К. Коцинської.
У 1975 році керівництво творчим складом колективу прийняв випускник Харківського інституту мистецтв ім. І. Котляревського Іван Рожко. Перша успішна його вистава — «Котигорошко» Г. Усача, за нею — «Золоторогий олень» за Дмитром Павличком (інсценізація І. Рожка). Музику для цієї вистави створив видатний композитор Мирослав Скорик.
Пізніше режисером працювала Олена Банна («Казка про Котика і Зірочку», М. Йоффе «Казка про Івасика», В. Орлова «Золоте Курча»). У квітні 1987 року за вистави «Солдат і Відьма» Є. Сперанського, «Дуже хитра казка» А. Цуканова О. Банну нагородили грошовою премією і Дипломом III ст. за підсумками огляду вистав молодих режисерів-випускників мистецьких вузів УРСР 1981—1985 рр. Трупу тоді очолював С. Клємент. Окрім режисерської («Лісова казка», «Солдат і Відьма»), він добре володів ще й професією художника-постановника («Чаклун і Фея», «Сембо», «Біла троянда»).
Добрі плоди принесла колективу співпраця з провідними режисерами — викладачами Харківського інституту мистецтв ім. І. Котляревського — доцентом О. Інюточкіним («Вертеп» і «У чужому пір'ї…» Марійки Підгірянки, «Попелюшка» Т. Габбе), та заслуженим артистом України, доцентом Леонідом Поповим («Коза-Дереза» М. Лисенка, «Лісова пісня» Лесі Українки, «Українські водевілі» С. Васильченка, «Лис Микита та Неситий Вовк» Я. Яроша за мотивами казок Івана Франка та інші). І досі на сцені театру із незмінним успіхом іде поставлена Леонідом Поповим у 1994 році вистава «Іван Голик» за п'єсою О. Кузьміна. У 2004 році вона була відновлена Володимиром Підцерковним за участю молодих акторів театру Петра Бабінця, Тараса Винника та Петра Камінського.
Згодом до театру прийшли учні заслуженого артиста України Леоніда Попова — молоді талановиті режисери Дмитро Нуянзін, котрий поставив вистави «Пан Коцький» за дитячою оперою М. Лисенка, «Коли ще звірі говорили» К. Губенка на основі творів І. Франка тощо, Олександр Кузьмін — вистави «Солом'яний Бичок» Олександра Олеся, «Колобок» і «Троє поросят» за власними п'єсами та Ярослав Грушецький, котрий очолював трупу з 1997 по 2002 рік. Він здійснив постановки вистав «Микита Кожум'яка» Олександра Олеся, «Лисиця і Ведмідь» М. Супоніна, «Золотий човник», «Сумна весела казка», «Кривенька Качечка», «Битий небиту везе» за власними п'єсами та здобув для театру визнання на міжнародних театральних форумах. У цей же період керівником літературної частини у театрі працює Надія Кукуруза — натхненний пропагандист лялькарства.
З липня 2003 року на посаду головного режисера театру запрошено Володимира Підцерковного, котрий очолював на той час трупу Рівненського обласного театру ляльок. Вже у жовтні цього ж року його робота — міжнародна казка-парадокс «Жили-були» за п'єсою М. Бартенєва та А. Усачова визнана найкращою виставою ІІ Міжнародного фестивалю «Обереги», у квітні 2004 року відзначена дипломом «За найяскравішу виставу» IV Міжнародного фестивалю-бієнале «Під шапкою Гугуце» у Кишеневі (Молдова), а художник-постановник Микола Данько за сценографію до неї удостоївся премії ім. Віталія Смоляка 2005 року. Згодом вона гідно представила театр на міжнародних фестивалях в Утяні (Литва) 2006 року та у Бресті (Білорусь) 2007 року. Зараз у творчому доробку головного режисера більше десятка вистав. Серед них вистава-лауреат премії ім. Віталія Смоляка 2006 року «У нашім раї…» за творами Т. Шевченка, зимова казка «Хома і Щука» за М. Кропивницьким, лялькова опера «Алі-баба і розбійники» В. Марченка на лібрето В. Смєхова, скомороше дійство «Зелена Гора» за п'єсою Я. Верещака та О. Вратарьва, білоруські казки «Про те про се» у драматургічному викладі А. Богданова, вистава-гра «Бука» М. Супоніна і, нарешті, «Коза Дереза» М. Лисенка. Остання вже здобула низку нагород — спеціальний диплом «За втілення сценічного твору з використанням музичного та пісенного фольклору» IV міжнародного фестивалю «Обереги» 2007 року, диплом «За найкращу музичну виставу» VI міжнародного фестивалю «Під шапкою Гугуце» у Кишиневі (Молдова) 2009 року та премію Львівського відділення Національної спілки театральних діячів України «Галицька Мельпомена», як найкраща вистава серед театрів ляльок західного регіону України у сезоні 2007—2008 років.

### Художники
Головним художником театру з 1991 по 2006 рр. працював Микола Данько. «Щедро-винахідливий і винахідливо-щедрий. Його ляльки — маріонетки, тростинні, вертепні — народжуються якось природно-невідворотно, наче листя з бруньок. Микола Данько вміє придумати й подати лялькове чудо…» — писали про нього. За роки роботи у театрі М.Данько створив десятки вистав і сотні ляльок до них — різних за характерами, ситемами механіки та способами ляльковедення. Серед його робіт знамениті вистави театру «Коли ще звірі говорили», «Пан Коцький» (реж. Д. Нуянзін), «Лісова пісня», «Іван Голик» (реж. Л. Попов), «Колобок» (реж. О. Кузьмін), «Сумна весела казка», «Битий небиту везе», «Золотий човник», «Кривенька Качечка» (реж. Я. Грушецький), «Жили-були», «Зелена Гора», «Хома і Щука», «У нашім раї», «Алі-баба і розбійники», «Про те, про се», «Коза Дереза» (реж. В. Підцерковний). Зараз Микола Данько — головний художник Республіканського академічного театру ляльок у Києві.

### Музичні оформлювачі
Над музичним оформленням до вистав останніми роками працюють хормейстер Любов Литвинчук та композитор Віталій Маник, лауреати обласної премії в галузі музичного мистецтва ім. Дениса Січинського. Значно збагачувався художній рівень вистав, коли над постановкою танцювальних номерів працювали балетмейстери народний артист України В. Петрик, а згодом — Сергій Дергоусов.

### Актори
Серед акторів 50-70-х років, що довший час працювали у колективі, — Г. Єфименко, М. Басалига, Т. Сергієнко, М. Моргун, Н. Волосянко, Г. Лючинська, Н. Гриневич, Н. Пашко, Б. Пашко. Першими акторами зі спеціальною освітою, які першими прийшли до театру в 70-х роках були Н. Дудка, Н. Брикова, Л. Винник.
У 1980 році трупа театру поповнилася акторами, котрі мали спеціальну театральну освіту — дипломи акторів-ляльководів Дніпропетровського державного театрального училища, Тетяною Чикіровою (згодом заслуженою артисткою України), Олександром Білошапкою та Світланою Януш (нині заступник директора театру). Вони брали участь у виставах «Золоторогий олень» Д. Павличка, «Дід і журавель» В. Вольського, «Сонячний промінь» П. Попеску, «Дуже хитра казка», «Дума про козака Голоту» Н. Шейко-Мєдвєдєвої, «Микита Кожум'яка» Олександра Олеся, «Сумна весела казка» Я. Грушецького та ін.
27 березня 1997 року в Івано-Франківському театрі ляльок ім. Марійки Підгірянки відбувся вечір бенефіс Тетяни Чикірової — заслуженої артистки України, провідного актора театру. 20-річчя творчої діяльності Т. Чикірової збіглося з її днем народження і днем театру. «У колі друзів і ляльок» — так влучно назвали ляльковики бенефіс Світлани Януш, приурочений 30-літтю творчої діяльності, який відбувся 7 грудня 2003 року. Поряд із ними 25 років сповна віддали акторській професії Іван Сабадиш та Галина Савчин. З 1987 по 1998 рік у театрі працювало подружжя акторів Цеглінських — Ольга та Ігор. Ігор Цеглінський увійшов в історію театру як актор і режисер-постановник «Злиднів» Олександра Олеся та інших вистав.
Також в театрі працювали та працюють актори Роман Андрейків, Любомир Йосифів, Василя Бабій, Людмила Безель, Богдан Борищак, Світлана Йосифів, Людмила Гаврилюк, Тетяна Янчук, Тарас Степанюк, Надія Деркач, Василь Павлюк.
Сьогоднішню трупу театру складають також молоді актори, що прийшли до театру в останні роки: Ірина Бенюк, Ольга Гнатюк, Леся Пронь, Марина Родик, Олена Хомякова, Петро Бабінець, Тарас Винник, Петро Камінський та інші.

### Інші фахівці
Серед інших фахівців театру — бутафори Надія Водоставська, Ірина Мулик, кравчиня Надія Колибаб'юк, вчителем котрих була Людмила Аніпченко, що пропрацювала у цехах театру понад тридцять років. 

Михайло Наконечний працює в театрі з 1957 року, спочатку водієм театрального автобуса, а зараз черговим охоронником.

## Актори театру
Роман Януш, 

Надія Деркач, 

Любомир Йосифів, 

Галина Савчин, 

Тарас Винник, 

Ольга Гнатюк, 

Олена Хомякова, 

Петро Бабінець, 

Володимир Кочмар, 

Леся Пронь, 

Петро Камінський,

Марія Мельник, 

Юрій Полєк, 

Світлана Савчин, 

Сергій Нечипорук, 

Зоряна Ягас.

## Нагороди та участь у фестивалях
- Диплом III ст. республіканського фестивалю драматургії і театрального мистецтва (1977) за виставу «Дзвони-лебеді» І. Карнаухової та Л. Браусевича (реж. і худ. С. Клемент).
- Грамота Правління Львівського міжобласного відділення українського театрального товариства (1980) за виставу «Золоторогий Олень» за мотивами поеми Д. Павличка (реж. І. Рожко, худ. С.Клемент).
- Диплом II ст. огляду вистав за творами письменників братніх республік (1982) за виставу «Дід і Журавель» В. Вольського у постановці І. Рожка та М. Боярського.
- Диплом «За високу музичну культуру» на І Всеукраїнському фестивалі «Прем'єри сезону» у Полтаві (1992) за виставу «Вертеп» М. Підгірянки (реж. О. Інюточкін, худ. М. Данько).
- Участь у фестивалі «Фігевро-92» у Брюсселі, Бельгія (1992) з виставою-оперою «Коза-Дереза» М.Лисенка у постановці Л. Попова та В. Козуба.
- Диплом Міжнародного фестивалю дитячої творчості «Будапешт-94» (травень 1994) за виставу «Коли ще звірі говорили» (режисер Д. Нуянзін, художник М. Данько) за мотивами казок Івана Франка.
- Участь у XIII Міжнародному фестивалі театрів ляльок у м. Бекешчаба, Угорщина на запрошення організаторів (липень 2002).
- «Різдвяні містерії» у Луцьку (1993, 1996, 2001).
- «Інтерлялька» в Ужгороді (1994, 1998, 2000, 2006).
- Фестиваль «Золотий Телесик» у Львові (1996, 1999, 2003, 2007, 2009).
- Фестиваль «Біла Вежа» у Бресті (1997, 1999, 2001, 2003, 2005, 2007).
- Фестиваль маріонеток у місті Торсі, Франція (2002)
- IV Міжнародний фестиваль бієнале «Під шапкою Гугуце» у Кишиневі (весна 2004) з роботами В. Підцерковного та М. Данька «Жили-були» за п'єсою М. Бартєнєва та А. Усачова і «Коза Дереза» М. Лисенка.
- Фестиваль у Паневежисі, Литва (2005) з відновленою дитячою оперою М. Лисенка «Пан Коцький» у постановці Д. Нуянзіна та М. Данька.
- гастролі у Донецькій та Луганській областях, а також до Нарви і Таллінна, Естонія (2007) з виставою за творами І. Франка «Підкова на щастя» (авт. і реж. В. Богданець, худ. М. Данько).
- Утена, Литва (червень 2006).
- Утена, Литва (літо 2008) із виставою Д. Нуянзіна та Р. Котерліна «Егле – королева вужів» за п'єсою С. Неріс.
- Фестиваль у Торуні, Польща (осінь 2008) з тією ж виставою.
- Премія Львівського регіонального відділення Національної спілки театральних діячів України «Галицька Мельпомена» за найкращу виставу сезону 2007—2008 серед театрів ляльок західного регіону України, а також спеціальний диплом VI Міжнародного фестивалю театрів ляльок «Під шапкою Гугуце» (Кишинів, Молдова) «За найкращу музичну виставу фестивалю» (березень і квітень 2009) за виставу за дитячою оперою Миколи Лисенка «Коза Дереза» у постановці В. Підцерковного та М. Данька.
- Фестиваль «Золотий Телесик» у Львові (травень 2009) з виставою В. Підцерковного «Бука».
- Фестиваль «Мандрівні Зірки» у Києві (вересень 2009) з постановкою «Скрипаль на даху» Д. Нуянзіна.

## Фестиваль «Обереги»
З 2001-го один раз на два роки театр організовує власний міжнародний фестиваль театрів ляльок «Обереги». Гасло фестивалю — «національна класика на сцені театрів ляльок». Його завдання — популяризація засобами театру національної спадщини серед наймолодшого глядача.

При участі та фінансовій підтримці Міністерства культури й мистецтв України, управління культури Івано-Франківської ОДА урочисте відкриття І Міжнародного фестивалю відбулося в жовтні 2001 р. У ньому взяли участь представники трьох країн — Білорусі, Росії та України. До Івано-Франківська приїхало 7 театрів ляльок, а також студенти Харківського інституту мистецтв ім. І. Котляревського та Ярославського театрального інституту?. Загалом фестивальна програма нараховувала 12 вистав. Організатори фестивалю нагородили всіх учасників Дипломами та пам'ятними подарунками.
У 2003 році після кожної вистави спонсори «Оберегів» разом із глядачами визначали найкращих виконавців (актора та акторку) і нагороджували їх «призами глядацьких симпатій». 

Журі у складі начальника відділу театрів Міністерства культури України Людмили Савченко, доцента Харківського інституту мистецтв ім. І. Котляревського Світлани Давлєтової, театральних критиків Алли Підлужної, Світлани Веселки, Світлани Максименко визначило переможців фестивалю у номінаціях:
- «найкраща вистава» — спектакль Івано-Франківського обласного театру ляльок імені М.Підгірянки «Жили-були» (реж. Володимир Підцерковний),
- «найкращий дебют у чоловічій ролі» — робота молодого актора Тараса Винника у цій же виставі;
- «найкраща жіноча роль» — робота акторки Мінського театру «Батлейка» Тетяни Чаєвської у виставі «Казки зі скрині» (авт. і реж. Олег Жюгжда);
- «найкращим художником» «Оберегів» став Михайло Ніколаєв (вистава «Тарас» Б. Стельмаха (реж. Сергій Брижань) у Львівському обласному театрі ляльок;
- за національний колорит і дієвість музики у виставі журі відзначило Артура Булину, автора музичного оформлення до казки Б.Апрілова «А де ж п'яте?» Закарпатського обласного театру ляльок у постановці Олександра Куцика.

Театральний критик Алла Підлужна відзначила: «Івано-Франківські „Обереги“ подарували творчу наснагу лялькарям, оберігатимуть своїх маленьких глядачів і чекатимуть на нові відкриття у вічно юному ляльковому мистецтві».
На «Оберегах» 2005 й 2007 р.р. двічі поспіль перемогу здобував Брестський обласний театр ляльок із Білорусі.
«Обереги» 2009 року не відбулися у зв'язку з відмовою обласна державна адміністрація у фінансуванні.
І от з 28 по 30 вересня 2011 V фестиваль «Обереги» таки відбувся. Він став особливим тим, що у ньому взяли участь окрім традиційних учасників (Україна, Білорусь, Молдова, Росія) театри із Польщі, Словаччини й Чехії, котрі прибули до Івано-Франківська у рамках Міжнародного проекту «Летючий Фестиваль», партнером якого наш театр став 2010 р. Головну нагороду фестивалю знову виборов Брестський театр ляльок із Білорусі виставою «Місяць Сальєрі» Руслана Кудашова за п'єсою Олександра Пушкіна.

## Репертуар
- «Алі-Баба і розбійники» — В. Марченко
- «Битий небиту везе» — Я. Грушецький за мотивами української казки «Лисичка-сестричка і Вовк-панібрат»
- «Братик Кролик» — С. Коган
- «Бука» — М. Супонін
- «Дівчинка і Відьма» — Я. Грушецький за румунською казкою «Горіховий прутик»
- «Діжка меду» — Р. Неупокоєв
- «Дюймовочка» — за однойменною казкою Г. К. Андерсена, інсценізація В. Підцерковного
- «Егле — Королева Вужів» — С. Неріс
- «Зелена гора» — Я. Верещак, О.Вратарьов
- «Золотий човник» — Я. Грушецький за мотивами української казки
- «Іван Голик» — О. Кузьмін
- «Коза-Дереза» — М. Лисенко
- «Коли ще звірі говорили» — К.Губенко за казками І.Франка
- «Кривенька Качечка» — Я. Грушецький
- «Лисиця та Ведмідь» — М. Супонін
- «Лісовий годинник» — Г. Стефанов
- «Людвіг+Тутта» — за мотивами повісті Яна-Олофа Екхольма
- «Над прірвою у житі» — Джером Девід Селінджер, інсценізація В. Друка
- «Пан Коцький» — М. Лисенко
- «Півник і Соняшник» — К. Мєшков
- «Підкова на щастя» — В. Данець за казками І. Франка
- «Принцеса-стрибунка» — П. Дворський
- «Про Князівну, Змія та Микитину силу» — Олександр Олесь
- «Про те, про се…» — А. Богданов за мотивами білоруських казок
- «Скрипаль на даху» — за мотивами повісті Шолом-Алейхема «Тев'є-молочник»
- «Сон-мрія або казка зеленого гаю» — Олена Пчілка
- «Сумна весела казка» — Я. Грушецький
- «Хома і Щука» — М. Кропивницький
- «Чи можна грошима річку загатити» — С. Брижань, П. Гірник за казкою Г. Хоткевича
- «Ще раз про Червону Шапочку» — С. Єфремов
- «Яка радість, який рай: іде Святий Миколай…» — С. Януш
- «Як Лисичка пташкою була» — О. Кузьмін
- 2021, 25 квітня — «Усе про чоловіків» Миро Гаврана; реж. Роман Братковський[3][4]
- 2021, 1 липня — «Пташка» за п’єсою «Любов, джаз і чорт» Юозаса Ґрушаса; реж. Павло Кільницький
- 2021, 1 жовтня — «Хто росте в саду» за книжкою Катерини Міхаліциної; реж. Катерина Лук’яненко)[5] (Премія імені Лесі Українки, 2023[6])
- 2022, 3 грудня — «Божевільний день, або пригоди у Торбокраї» Ігоря Прокоп’яка за твором «Мішечок історій Мішковинки» Микити Лукаша; реж. Ігор Прокоп’як